# U Scorpii

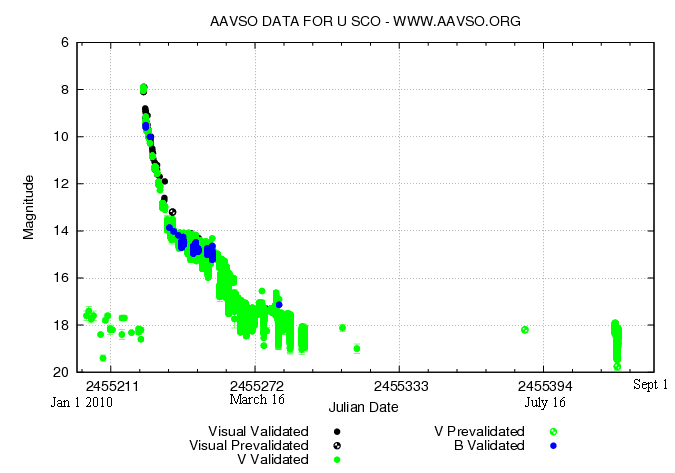
Curva de luz AAVSO de la nova recurrente U Sco del 1 de enero al 1 de septiembre de 2010. Arriba es más brillante y abajo es más tenue. Los números de día corresponden al día juliano. Los diferentes colores reflejan diferentes anchos de banda.

U Scorpii es una nova recurrente ubicada en la constelación de Scorpius. Se ubica a unos 8.5º al norte de Antares (Alfa Scorpii), en las inmediaciones de la estrella Ji Ophiuchi.
Es una de las novas recurrentes más conocidas. Brilla habitualmente alrededor de la magnitud 17.6, pero cada 10 años hace explosión, elevando su brillo en 8 a 9 magnitudes. Las últimas erupciones de U Scorpii han sido en los años 1979, 1987, 1999 y 2010.
Es la más rápida de todas las novas recurrentes conocidas. Alcanza su máximo brillo en apenas 5 horas y pierde 2 magnitudes en las siguientes 38 horas.